# Leptopelis xenodactylus
Leptopelis xenodactylus је водоземац из реда жаба и фамилије Arthroleptidae.

## Угроженост
Ова врста се сматра угроженом.

## Распрострањење
Јужноафричка Република је једино познато природно станиште врсте.

## Станиште
Станишта врсте су шуме, травна вегетација, мочварна и плавна подручја и слатководна подручја. 
Врста је по висини распрострањена од 1000 до 1830 метара надморске висине.